# Edmund Donovan
Edmund Donovan es un actor de teatro, cine y televisión estadounidense.
Donovan ganó el premio Drama Desk al mejor actor en una obra de teatro, el premio Lucille Lortel y el premio Obie en 2020 por su papel de Joe en Greater Clements de Samuel D. Hunter. Fue nominado al mismo premio en 2019 por su papel en Lewiston/Clarkston, otra obra de Hunter. Sus créditos televisivos incluyen Hightown, Betty, High Fidelity y Orange Is the New Black. Interpretó a Christopher en la película Akron del 2015, que ganó varios premios en festivales de cine LGBT en 2015.
En 2021, Donovan interpretó a Jason en la producción del Second Stage Theatre de Clyde's de Lynn Nottage.
Donovan se graduó de la Facultad de Bellas Artes de la Universidad de Boston en 2012 con una licenciatura en actuación. En 2017 recibió una Maestría en Bellas Artes de la Escuela de Drama de Yale.

## Filmografía

### Películas
| Año  | Título       | Papel       | Ref. |
| ---- | ------------ | ----------- | ---- |
| 2015 | Akron        | Christopher |      |
| 2024 | Your Monster | Jacob       |      |

### Televisión
| Año  | Título                  | Papel           | Notas                                            |
| ---- | ----------------------- | --------------- | ------------------------------------------------ |
| 2014 | Orange Is the New Black | Roger           | Episodio: "You Also Have a Pizza"                |
| 2014 | Unforgettable           | Derrick Hibbert | Episodio: "Admissions"                           |
| 2018 | Blue Bloods             | Evan Walker     | Episodio: "Blackout"                             |
| 2019 | The Blacklist           | Tobias Carlyle  | Episodio: "The Brockton College Killer (No. 92)" |
| 2020 | High Fidelity           | Blake           | 5 episodios                                      |
| 2020 | Betty                   | Bambi           | 6 episodios                                      |
| 2020 | Hightown                | Kizzle          | 4 episodios                                      |
| 2021 | Gossip Girl             | Scott Kovacs    | 3 episodios                                      |
| 2022 | Tell Me Lies            | Max             | 3 episodios                                      |

### Teatro
| Año       | Título             | Papel                             | Teatro                          | Tipo         |
| --------- | ------------------ | --------------------------------- | ------------------------------- | ------------ |
| 2013      | The Snow Geese     | Duncan Gaesling / Arnold Gaesling | Teatro Samuel J. Friedman       | Broadway     |
| 2018      | Lewiston/Clarkston | Chris                             | Rattlestick Playwrights Theater | Off-Broadway |
| 2019–2020 | Greater Clements   | Joe                               | Lincoln Center Theater          | Off-Broadway |
| 2021–2022 | Clyde's            | Jason                             | Hayes Theatre                   | Broadway     |